# Austroaeschna
Austroaeschna de Sélys Longchamps, 1883 è un genere di insetti Anisotteri appartenente alla famiglia degli Aeshnidae.

## Tassonomia
Comprende le seguenti 19 specie:
- Austroaeschna anacantha Tillyard, 1908
- Austroaeschna atrata Martin, 1909
- Austroaeschna christine Theischinger, 1993
- Austroaeschna cooloola Theischinger, 1991
- Austroaeschna eungella Theischinger, 1993
- Austroaeschna flavomaculata Tillyard, 1916
- Austroaeschna hardyi Tillyard, 1917
- Austroaeschna inermis Martin, 1901
- Austroaeschna ingrid Theischinger, 2008
- Austroaeschna muelleri Theischinger, 1982
- Austroaeschna multipunctata Martin, 1901)
- Austroaeschna obscura Theischinger, 1982
- Austroaeschna parvistigma Selys, 1883
- Austroaeschna pulchra Tillyard in Martin, 1909
- Austroaeschna sigma Theischinger, 1982
- Austroaeschna speciosa Sjöstedt, 1917
- Austroaeschna subapicalis Theischinger, 1982
- Austroaeschna tasmanica Tillyard, 1916
- Austroaeschna unicornis Martin, 1901